# Pictothyris elegans
Pictothyris elegans är en armfotingsart som beskrevs av Yoshitaka Yabe och Kishio Hatai 1936. Pictothyris elegans ingår i släktet Pictothyris och familjen Frenulinidae. Inga underarter finns listade i Catalogue of Life.